# Ley de Gutenberg-Richter

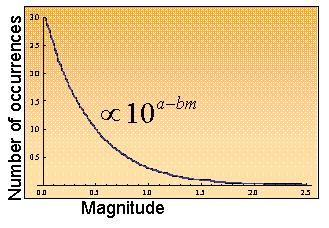
Ley de Gutenberg-Richter

Gráfico de la Ley de Gutenberg-Richter para varios valores de b

La ley de Gutenberg-Richter (1958) es una fórmula que permite cuantificar la relación Frecuencia - Magnitud de la actividad sísmica de una región.

## Etimología
La relación fue inicialmente propuesta por Charles Francis Richter y Beno Gutenberg.

## Simbología
| Símbolo               | Nombre                                                         |
| --------------------- | -------------------------------------------------------------- |
| {\displaystyle a,\ b} | Constantes determinadas por la naturaleza sísmica de la región |
| {\displaystyle M}     | Magnitud                                                       |
| {\displaystyle N}     | Recurrencia sísmica anual de magnitud mayor o igual a M        |

Estas constantes (calculadas con base en la aplicación de mínimos cuadrados) necesitan ser actualizadas frecuentemente, con base en información elaborada por Organizaciones e Institutos para tal fin.

## Descripción
Dicha cuantificación se mide de la siguiente manera:
{\displaystyle \log _{10}N=a-bM\,}
La relación es sorprendentemente robusta y no varía significativamente de región en región ni en el tiempo.
Se estima que se producen alrededor de 500.000 terremotos cada año, detectables con los instrumentos de medición actuales. De estos, unos 100.000 son sentidos por la población humana del lugar.
Terremotos menores ocurren casi constantemente en todo el mundo en lugares como California y Alaska en los EE. UU., así como en México, Guatemala, Chile, Perú, Indonesia, Irán, Pakistán, las Azores, Turquía, Nueva Zelanda, Grecia, Italia, India y Japón, pero los terremotos pueden ocurrir en cualquier lugar. Los terremotos más grandes son menos frecuentes, la relación es exponencial; la Ley de Gutenberg-Richter nos dice que, por ejemplo, aproximadamente diez veces más terremotos de magnitud 4 o superior se producen en un período de tiempo determinado que los terremotos de magnitud 5 o superior. Por ejemplo, en el Reino Unido (zona de sismicidad baja), se ha calculado que las recurrencias promedio son: un terremoto de 3.07 a 4.06 todos los años, un terremoto de 4.07 a 5.05 cada 10 años, y un terremoto de 5.6 o más grande cada 100 años. Este es un ejemplo real de la ley de Gutenberg-Richter.
El número de estaciones sísmicas ha aumentado de cerca de 350 en 1931 a varios miles en la actualidad. Como resultado, se detectan muchos más terremotos ahora que en el pasado, pero esto es debido también a la gran mejora en los instrumentos de medición, más que a un aumento real en el número de terremotos. El Servicio Geológico de los Estados Unidos estima que, desde 1900, ha habido un promedio de 18 terremotos de gran magnitud (magnitud 7,0 a 7,9) y un gran terremoto (magnitud 8.0 o mayor) por año, y que esta media se ha mantenido relativamente estable. En los últimos años, el número de grandes seísmos por año ha disminuido, aunque esto es probablemente una fluctuación estadística en lugar de una tendencia sistemática. Las estadísticas más detalladas sobre el tamaño y la frecuencia de los terremotos está disponible en la United States Geological Survey (USGS). Un reciente aumento en el número de terremotos de gran magnitud se ha señalado, lo que podría explicarse por un patrón cíclico de periodos de intensa actividad tectónica, intercalados con períodos más largos de baja intensidad. Sin embargo, los registros precisos de terremotos solo se iniciaron en el año 1900, por lo que es demasiado pronto para afirmar categóricamente que este es el caso.
Con el rápido crecimiento de las megaciudades como Ciudad de México, Tokio y Teherán, en zonas de alto riesgo sísmico, algunos sismólogos advierten que un solo terremoto puede llevarse la vida de hasta 3 millones de personas.